# Pescenio Níger
Cayo o Gayo Pescenio Níger (en latín: Gaius Pescennius Niger; Aquino, 135/140-Antioquía, 194) fue pretendiente al trono del Imperio romano desde mediados de abril de 193 hasta finales de marzo del año 194. A su muerte se convirtió en el tercer emperador en fallecer de la época de guerras civiles que asoló el Imperio desde la muerte de Cómodo hasta la de Clodio Albino, conocida como el «año de los cinco emperadores».
A la muerte de Pertinax, el trono imperial fue subastado por la Guardia Pretoriana, que se lo vendió a Didio Juliano. Este demostró no estar a la altura de las circunstancias, teniendo que hacer frente desde el principio de su reinado a una serie de sublevaciones, entre las que figuraba la del propio Níger.
Septimio Severo, gobernador de Panonia, marchó contra Roma y depuso a Juliano. Tras obligar al Senado a proclamarle emperador, Severo pactó una alianza con el último gobernador sublevado, Clodio Albino, y marchó a combatir a Níger. Tras dos años de dura guerra civil, Níger fue derrotado y asesinado a orillas del Éufrates, mientras trataba de cruzar a las tierras del rey parto Vologases.

## Vida

### Orígenes
Pescenio fue de origen itálico; tal y como apunta una ambigua referencia incluida en la Historia Augusta, la cual apunta a Aquino como su lugar de nacimiento. Dicha referencia ha sido base de numerosas invenciones y teorías acerca de su vida y de su carrera política, como los nombres de sus padres; Annio Fusco y Lampridia. La fecha de su nacimiento es meramente especulativa. 
En cualquier caso, datos probados son su condición de miembro del ordo equester durante el reinado del emperador Cómodo (180-192) y su nombramiento como consul suffectus. Obtuvo el acceso al Senado mediante una adlectio inter praetorios a principios de los años 180. Combatió en la frontera de Dacia, y participó en la victoria romana sobre los sármatas. Entre los años 191 y 193 sirvió como gobernador de la provincia de Siria.

### Muerte de Pertinax
Tras el asesinato del emperador Pertinax, el 28 de marzo de 193, la Guardia Pretoriana subastó el trono del Imperio romano entre los ciudadanos más ricos e influyentes de la capital. En dicha subasta acabó imponiéndose Didio Juliano a Tito Flavio Sulpiciano, suegro del fallecido emperador. Sin embargo, este nombramiento no fue bien acogido ni entre los ciudadanos romanos ni en el ejército y pronto Juliano tuvo que hacer frente a una serie de sublevaciones y levantamientos que asolaron el Imperio.
Níger, el gobernador de Siria, contaba con gran popularidad en Roma y entre los soldados de las legiones del Este. A mediados de abril de ese mismo año, decidió convocar a sus tropas a Antioquía, donde le proclamaron emperador. Pronto se le unieron los ejércitos de Asia Menor y Egipto. De ese modo, Níger obtuvo el control de los territorios orientales del Imperio.
Mientras Níger se hacía fuerte en su provincia, Juliano tuvo que hacer frente a dos insurrecciones que hacían peligrar gravemente su posición: Septimio Severo se rebeló en Panonia y Clodio Albino en Britania.
Septimio Severo consiguió aliarse con Clodio Albino y marchó inmediatamente sobre Roma, a donde llegó el 1 de junio de 193. Ese mismo día fue proclamado emperador por el Senado y, al día siguiente, tras rechazar ofertas de paz de Didio Juliano, ordenó ejecutarle. El 9 de junio celebró un desfile para conmemorar su posición en el trono. Albino, por su parte, recibió el título de César y aceptó ser su sucesor.

### Lucha por el trono

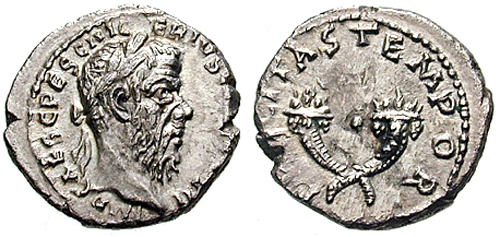
Denario de Pescenio Níger.

Níger se encontró desde un principio en una posición de desventaja con respecto a Severo y a Albino, pues sus legiones eran inferiores tanto en cantidad como en calidad. Por otra parte, su condición de gobernador de una provincia oriental le hacía menos popular en Roma que sus dos rivales. Viéndose en tan apurada situación, buscó la alianza del emperador del Imperio parto Vologases V y del gobernante del pequeño reino de Hatra.
Las tropas de Níger ocuparon Bizancio, garantizándose de ese modo un lugar de paso de Asia a Europa. De allí marcharon sobre Tracia, donde ocuparon Perinto. A pesar de estos éxitos iniciales, las tropas de Níger se vieron obligadas a abandonar Tracia y Bizancio cuando las tropas de Severo contraatacaron. Uno de los aliados de Níger, Aselio Emiliano, el gobernador de la provincia de Asia, trató de oponerse al desembarco de efectivos por parte de Severo en la costa asiática. Las tropas de Severo aplastaron a las de Emiliano, que falleció en la huida.
Tras una serie de derrotas entre los años 193 y 194, Níger y su ejército se retiraron al otro lado de las Tauro, donde esperaban hacerse fuertes y vencer a las tropas del emperador. No obstante, el ejército de Severo le persiguió hasta allí. Al final de la guerra, casi la totalidad de las ciudades orientales del Imperio se unieron contra Níger.
Trató de poner de su parte a las ciudades de Tiro y Laodicea, para lo cual las saqueó. En el año 194, se retiró a Antioquía, y ese mismo año se enfrentó a Severo en Issos. Allí se enfrentaron el ejército de Níger, de nueve legiones, y el de Severo, compuesto por doce legiones al mando de Publio Cornelio Anulino. La batalla finalizó con una derrota aplastante de Níger, cuyo ejército dejó cerca de 20 000 hombres en el campo de batalla, aunque el pretendiente al trono lograse regresar a Antioquía.

### Muerte
Tras la decisiva derrota en Issos, Níger se dio cuenta de que se había perdido la guerra y trató de huir al otro lado del Éufrates, donde pretendía refugiarse en la corte del emperador parto, Vologases. No obstante, fue capturado cuando se hallaba cerca de la frontera y aunque Níger fue asesinado de inmediato, algunos de sus partidarios lograron escapar. Los soldados de Severo llevaron la cabeza de Níger a Bizancio, donde sus últimos partidarios estaban bajo sitio. 
Cuando Severo llegó a Siria, emitió un damnatio memoriae sobre Níger, de modo que se borraron todos sus recuerdos. Sus hijos fueron ejecutados.

## Historiografía
Los principales testimonios acerca de la vida de Níger nos han llegado a manos de dos de sus contemporáneos: Dión Casio y Herodiano. Dión Casio se muestra neutral en sus escritos, mientras que Herodiano, en su condición de enemigo de Severo, ofrece una visión idílica acerca de Níger. La Historia Augusta relata ciertos aspectos de su vida. Otras dos importantes fuentes son Sexto Aurelio Víctor y el escritor cristiano Orosio. Estos dos hombres ven a Níger como un mero usurpador.
En conjunto, las fuentes historiográficas ofrecen una visión muy negativa acerca de Níger. Se le describe como un militar incompetente y como un hombre cuya ambición quedaba por encima de su valía. Incluso Herodiano criticó su falta de vigor y determinación; Dión Casio le califica como un hombre mediocre y poco inteligente. No obstante, cabe señalar que la popularidad que ostentó entre el pueblo romano se debía a su condición de eficiente administrador. Se le llegó a apodar Iustus.